# Qatar Airways Tournament of Champions 2012

Vorläufiges Logo des Turniers 2012 (ohne Sponsor)

Das Qatar Airways Tournament of Champions 2012 (auch als International Tournament of Champions bekannt) war ein Damentennis-Einladungsturnier, das als Einzelbewerb auf Hartplatz vom 30. Oktober bis 4. November 2012 in der Arena Armeec in Sofia (Bulgarien) ausgetragen wurde. Das zur WTA Tour 2012 zählende Turnier erlebte seine vierte Auflage, bis zum Jahr 2011 wurde es in Bali (Indonesien) ausgespielt. Titelverteidigerin war die Serbin Ana Ivanović, die das Turnier bereits zweimal gewinnen konnte.
Das Preisgeld wurde von bisher 600.000 US-Dollar im Jahr 2012 auf 750.000 US-Dollar erhöht.
Siegerin wurde die an Nummer zwei gesetzte Russin Nadja Petrowa, die alle ihre Spiele in der Vorrunde gewann, im Halbfinale die an Nummer vier gesetzte Italienerin Roberta Vinci bezwang, bevor sie sich dann im Finale gegen die topgesetzte Dänin Caroline Wozniacki klar mit 6:2 und 6:1 durchsetzen konnte.

## Qualifikation

### Qualifizierungsmodus
Zu dem Turnier wurden acht Damen eingeladen, die folgende Voraussetzungen erfüllen mussten:
- Für die sechs bestplatzierten Spielerinnen der Weltrangliste (Stand: 22. Oktober 2012), die 2012 mindestens eines von 29 Turnieren der Kategorie International (Preisgeld: USD 220.000) der WTA Tour gewinnen konnten und nicht bei den WTA Championships 2012 in Istanbul antreten, ist die Teilnahme Pflicht.[1]
- Die Turnierleitung von Sofia darf bis zum 11. Oktober 2012 zwei Wildcards an Spielerinnen vergeben, die 2012 an mindestens einem Turnier der WTA Tour der Kategorie International teilnahmen und nicht in Istanbul spielen. Sollte eine der beiden Spielerinnen die Wildcard wider Erwarten nicht akzeptieren, geht das Startrecht auf die zwei am nächstbesten platzierten Spielerinnen der Weltrangliste über. Die beiden Wildcards des Veranstalters erhielten Zwetana Pironkowa und Marija Kirilenko.[2]
- Wenn sich die beiden Spielerinnen, die als Reservistinnen in Istanbul nominiert waren, für Sofia qualifiziert haben, dann steht es ihnen frei dort anzutreten, auch wenn sie in Istanbul bereits zum Einsatz kamen.

### Qualifikationsrangliste
Stand nach allen 29 Turnieren
| 01  | Wiktoryja Asaranka1      | Belarus                | 10190 | Linz                                   |
| 06  | Angelique Kerber1        | Deutschland            | 5470  | Kopenhagen                             |
| 07  | Sara Errani1             | Italien                | 4855  | Acapulco, Barcelona, Budapest, Palermo |
| 011 | Caroline Wozniacki       | Dänemark               | 3685  | Seoul                                  |
| 013 | Nadja Petrowa            | Russland               | 2725  | 's-Hertogenbosch                       |
| 016 | Roberta Vinci            | Italien                | 2400  | Dallas                                 |
| 019 | Kaia Kanepi2             | Estland                | 1929  | Estoril                                |
| 024 | Venus Williams2          | Vereinigte Staaten     | 1650  | Luxemburg                              |
| 025 | Hsieh Su-wei             | Chinesisch Taipeh      | 1576  | Kuala Lumpur, Guangzhou                |
| 029 | Zheng Jie                | Volksrepublik China    | 1530  | Auckland                               |
| 032 | Daniela Hantuchová       | Slowakei               | 1465  | Pattaya                                |
| 035 | Francesca Schiavone2     | Italien                | 1436  | Straßburg                              |
| 039 | Mona Barthel2            | Deutschland            | 1416  | Hobart                                 |
| 041 | Sofia Arvidsson          | Schweden               | 1380  | Memphis                                |
| 043 | Alizé Cornet             | Frankreich             | 1320  | Bad Gastein                            |
| 049 | Heather Watson           | Vereinigtes Königreich | 1165  | Ōsaka                                  |
| 053 | Irina-Camelia Begu       | Rumänien               | 1140  | Taschkent                              |
| 055 | Kirsten Flipkens         | Belgien                | 1096  | Québec                                 |
| 057 | Bojana Jovanovski        | Serbien                | 1075  | Baku                                   |
| 059 | Kiki Bertens             | Niederlande            | 1026  | Fès                                    |
| 062 | Tímea Babos              | Ungarn                 | 1015  | Monterrey                              |
| 066 | Magdaléna Rybáriková     | Slowakei               | 0933  | Washington                             |
| 075 | Lara Arruabarrena-Vecino | Spanien                | 0845  | Bogotá                                 |
| 078 | Polona Hercog            | Slowenien              | 0816  | Båstad                                 |
| 098 | Melanie Oudin            | Vereinigte Staaten     | 0671  | Birmingham                             |

- 1 Wiktoryja Asaranka, Angelique Kerber und Sara Errani sind für die WTA Championships 2012 in Istanbul qualifiziert und daher in Sofia nicht spielberechtigt
- 2 Diese Spielerinnen hatten die Saison (zum Teil verletzungsbedingt) vorzeitig beendet

Die verschiedenen Hintergrundfarben bedeuten:
- Die drei Spielerinnen, deren Namen grau unterlegt ist, sind für das Turnier befreit bzw. nehmen an den WTA Championships 2012 teil
- Die sechs Spielerinnen, deren Namen grün unterlegt ist, sind für Sofia qualifiziert
- Die vier Spielerinnen, deren Namen orange unterlegt ist, hatten ihre Saison vorzeitig beendet und nahmen ihr Startrecht in Sofia nicht wahr
- Die zwei Spielerinnen, deren Namen hellgrün unterlegt ist, waren als Ersatzspielerinnen für Sofia nominiert

## Turnier

### Austragungsmodus
In der Rundenturnierphase (engl. Round Robin) spielen jeweils vier Spielerinnen in zwei Gruppen, jede gegen jede. Die beiden Bestplatzierten jeder Gruppe qualifizieren sich für das Halbfinale, das nach dem k.-o.-System ausgetragen wird. Die Siegerin einer Gruppe spielt gegen die Zweite der anderen Gruppe, die Siegerinnen der beiden Partien bestreiten das Endspiel.

### Nenn- und Setzliste
| Nr. | Spielerin          | Erreichte Runde |
| --- | ------------------ | --------------- |
| 01. | Caroline Wozniacki | Finale          |
| 02. | Nadja Petrowa      | Sieg            |
| 03. | Marija Kirilenko   | Gruppenphase    |
| 04. | Roberta Vinci      | Halbfinale      |

| Nr. | Spielerin          | Erreichte Runde |
| --- | ------------------ | --------------- |
| 05. | Hsieh Su-wei       | Gruppenphase    |
| 06. | Zheng Jie          | Gruppenphase    |
| 07. | Daniela Hantuchová | Gruppenphase    |
| 08. | Zwetana Pironkowa  | Halbfinale      |

### Halbfinale und Finale
|  | Halbfinale | Halbfinale         | Halbfinale | Halbfinale | Halbfinale |  |  | Finale | Finale             | Finale | Finale | Finale |
|  |            |                    |            |            |            |  |  |        |                    |        |        |        |
|  |            |                    |            |            |            |  |  |        |                    |        |        |        |
|  | 1          | Caroline Wozniacki | 6          | 6          |            |  |  |        |                    |        |        |        |
|  | 8          | Zwetana Pironkowa  | 4          | 1          |            |  |  |        |                    |        |        |        |
|  |            |                    |            |            |            |  |  | 1      | Caroline Wozniacki | 2      | 1      |        |
|  |            |                    |            |            |            |  |  | 2      | Nadja Petrowa      | 6      | 6      |        |
|  | 2          | Nadja Petrowa      | 68         | 6          | 6          |  |  |        |                    |        |        |        |
|  | 4          | Roberta Vinci      | 7          | 1          | 4          |  |  |        |                    |        |        |        |
|  |            |                    |            |            |            |  |  |        |                    |        |        |        |

### Group Serdika
|   |                    | Wozniacki      | Vinci    | Hsieh         | Hantuchová     | Round Robin S-N | Sätze S-N | Spiele S-N | Pos. |
| 1 | Caroline Wozniacki |                | 6:3, 6:1 | 6:2, 6:2      | 3:6, 7:64, 6:4 | 3:0             | 6:1       | 40:24      | 1    |
| 4 | Roberta Vinci      | 3:6, 1:6       |          | 6:1, 6:2      | 6:1, 6:2       | 2:1             | 4:2       | 28:18      | 2    |
| 5 | Hsieh Su-wei       | 2:6, 2:6       | 1:6, 2:6 |               | 6:1, 0:6, 6:4  | 1:2             | 2:5       | 19:35      | 3    |
| 7 | Daniela Hantuchová | 6:3, 6:74, 4:6 | 1:6, 2:6 | 1:6, 6:0, 4:6 |                | 0:3             | 2:6       | 30:40      | 4    |

### Group Sredets
|     |                   | Petrowa        | Kirilenko1     | Zheng         | Pironkowa     | Arvidsson    | Round Robin S-N | Sätze S-N | Spiele S-N | Pos. |
| 2   | Nadja Petrowa     |                | 3:6, 7:64, 6:3 | 6:3, 6:3      | 5:7, 6:1, 6:3 | X            | 3:0             | 6:2       | 45:32      | 1    |
| 3   | Marija Kirilenko  | 6:3, 6:74, 3:6 |                | -             | 6:1, 6:4      | X            | 1:1             | 3:2       | 27:21      | 3    |
| 6   | Zheng Jie         | 3:6, 3:6       | -              |               | 6:2, 4:6, 6:7 | 1:5, Aufgabe | 0:3             | 1:6       | 23:38      | 5    |
| 8   | Zwetana Pironkowa | 7:5, 1:6, 3:6  | 1:6, 4:6       | 2:6, 6:4, 7:6 |               | X            | 1:2             | 3:5       | 31:45      | 2    |
| ALT | Sofia Arvidsson   | X              | X              | 5:1, Aufgabe  | X             |              | 1:0             | 2:0       | 11:1       | 4    |

1 Maria Kirilenko konnte das letzte Gruppenspiel wegen einer Verletzung nicht mehr bestreiten. Für sie rückte als erste Ersatzspielerin die Schwedin Sofia Arvidsson nach.

### Preisgelder und Weltranglistenpunkte
| Spielerin          | Punkte | Antrittsgeld | Erspieltes Preisgeld | Gesamtpreisgeld |
| ------------------ | ------ | ------------ | -------------------- | --------------- |
| Nadja Petrowa      | 375    | 35.000 $     | 200.000 $            | 235.000 $       |
| Caroline Wozniacki | 255    | 35.000 $     | 120.000 $            | 155.000 $       |
| Roberta Vinci      | 145    | 35.000 $     | 40.000 $             | 75.000 $        |
| Zwetana Pironkowa  | 110    | 35.000 $     | 25.000 $             | 60.000 $        |
| Hsieh Su-wei       | 110    | 35.000 $     | 15.000 $             | 50.000 $        |
| Marija Kirilenko   | 85     | 35.000 $     | 15.000 $             | 50.000 $        |
| Daniela Hantuchová | 75     | 35.000 $     | 0 $                  | 35.000 $        |
| Zheng Jie          | 75     | 35.000 $     | 0 $                  | 35.000 $        |
| Sofia Arvidsson    | 60     | 7.500 $      | 15.000 $             | 22.500 $        |